# Rødovrekredsen
Rødovrekredsen er fra 2007 en opstillingskreds i Københavns Omegns Storkreds. Til og med 2006 var kredsen en opstillingskreds i Københavns Amtskreds.
Den 8. februar 2005 var der 46.504 stemmeberettigede vælgere i kredsen.
Kredsen rummede i 2005 flg. kommuner og valgsteder::
1. Herlev Kommune
  1. Elverhøjens Skole
  2. Engskolen
  3. Hammergårdskolen
  4. Hjortespring Skole
  5. Lindehøjskolen
2. Rødovre Kommune
  1. Broparken
  2. Carlsrohallen
  3. Islev
  4. Milestedet
  5. Nyager
  6. Rødovre
  7. Tinderhøj
  8. Valhøj
  9. Ørbygård

## Folketingskandidater pr. 25/11-2018
| Liste | Parti                       | Kandidat | Bemærk                                                                  |
| ----- | --------------------------- | --- | ----------------------------------------------------------------------- |
| A     | Socialdemokratiet           | Morten Bødskov |                                                                         |
| B     | Radikale Venstre            | Louise Vinther Alis |                                                                         |
| C     | Det Konservative Folkeparti | Rasmus Jarlov |                                                                         |
| D     | Nye Borgerlige              | Renee Funder |                                                                         |
| F     | Socialistisk Folkeparti     | |                                                                         |
| I     | Liberal Alliance            | |                                                                         |
| O     | Dansk Folkeparti            | Kim Hammer |                                                                         |
| V     | Venstre                     | Mikkel Molin |                                                                         |
| Ø     | Enhedslisten                | Ibrahim Benli |                                                                         |
| Å     | Alternativet                | Sikandar Siddique, Qasam Nazir Ahmad, Ken Patrick Petersson, Sofie Groth, Marianne Victor Hansen, Anders Stjernholm, Kim Christiansen, Thomas Holbech Anker | Er opstillet i samtlige opstillingskredse i Københavns Omegns Storkreds |